# Dendropsophus anataliasiasi
Espèce
Synonymes
- Hyla anataliasiasi Bokermann, 1972

Statut de conservation UICN

 LC  : Préoccupation mineure
Dendropsophus anataliasiasi est une espèce d'amphibiens de la famille des Hylidae.

## Répartition
Cette espèce est endémique du Brésil. Elle se rencontre vers 800 m d'altitude dans le biome du Cerrado, dans le haut des bassins des rivières Araguaia, Tocantins et Xingu dans les États de Goiás, du Tocantins, du Pará et du Mato Grosso,.

## Publication originale
- Bokermann, 1972 : Uma nova espécie de Hyla de Goiás, Brasil (Anura, Hylidae). Revista Brasileira de Biologia, vol. 32, p. 593-594.